# Česko na Zimních paralympijských hrách 2002
Česko na Zimních paralympijských hrách 2002 reprezentovalo 6 sportovců (2 muži, 4 ženy) a 4 vodiči zrakově postižených. Závodili v alpském lyžování a v běhu na lyžích.
Česká výprava získala 5 medailí a umístila se na 14. místě v pořadí národů.

## Medaile
| Medaile | Sportovec      | Sport           | Disciplína  | Kategorie |
| ------- | -------------- | --------------- | ----------- | --------- |
| zlato   | Kateřina Teplá | alpské lyžování | obří slalom | B2-3      |
| zlato   | Kateřina Teplá | alpské lyžování | super G     | B2-3      |
| stříbro | Kateřina Teplá | alpské lyžování | sjezd       | B2-3      |
| bronz   | Sabina Rogie   | alpské lyžování | obří slalom | B2-3      |
| bronz   | Sabina Rogie   | alpské lyžování | slalom      | B2-3      |

## Sportovci
alpské lyžování
muži
- Michal Nevrkla
- Stanislav Loska

ženy
- Klára Bechová
- Sabina Rogie
- Kateřina Teplá

běh na lyžích
- Miroslava Sedláčková